# Los Alamos (Nou Mèxic)
Los Alamos és una concentració de població designada pel cens dels Estats Units i seu del comtat del mateix nom a l'Estat de Nou Mèxic. Segons el cens del 2000 tenia 11.909 habitants.

## Demografia
Segons el cens del 2000, Los Alamos tenia 11.909 habitants, 5.110 habitatges, i 3.372 famílies. La densitat de població era de 423,4 habitants per km².
Dels 5.110 habitatges en un 31,4% hi vivien nens de menys de 18 anys, en un 56,4% hi vivien parelles casades, en un 6,5% dones solteres, i en un 34% no eren unitats familiars. En el 29,8% dels habitatges hi vivien persones soles el 7,6% de les quals corresponia a persones de 65 anys o més que vivien soles. El nombre mitjà de persones vivint en cada habitatge era de 2,31 i el nombre mitjà de persones que vivien en cada família era de 2,89.
Per edats la població es repartia de la manera següent: un 24,8% tenia menys de 18 anys, un 4,8% entre 18 i 24, un 29,2% entre 25 i 44, un 28,2% de 45 a 60 i un 12,9% 65 anys o més.
L'edat mitjana mitjana era de 40 anys. Per cada 100 dones de 18 o més anys hi havia 100,1 homes.
La renda mitjana per habitatge era de 71.536 $ i la renda mediana per família de 86.876 $. Els homes tenien una renda mitjana de 65.638 $ mentre que les dones 39.352 $. La renda per capita de la població era de 34.240 $. Aproximadament el 2,4% de les famílies i el 3,6% de la població estaven per davall del llindar de pobresa.
Al 2010, Los Alamos estava compost pel 85,91% blancs, el 0,62% eren afroamericans, el 0,85% eren amerindis, el 7,17% eren asiàtics, el 0,07% eren illencs del Pacífic, el 2,52% eren d'altres races i el 2,85% pertanyien a dues o més races. Del total de la població el 14,62% eren hispans o llatins d'una qualsevol raça.